# Ella Anderson
Ella Aiko Anderson, född 26 mars 2005 i Ypsilanti i Michigan, är en amerikansk skådespelerska. Hon är mest känd för att ha spelat rollen som Henry Harts lillasyster, Piper Hart, i Nickelodeonserien Henry Danger. Hon har också spelat rollen som Rachel Rawlings, i äventyrskomedifilmen The Boss från 2016.

## Filmografi (i urval)

### Filmer
- 2014 – Ett Fairly Odd paradis
- 2014 – The Possession of Michael King
- 2015 – Unfinished Business
- 2016 – The Boss
- 2016 – Mother's Day
- 2017 – The Glass Castle
- 2025 – Song Sung Blue

### TV-serier
- 2011 – A.N.T. – Avancerad Ny Talang (TV-serie)
- 2012 – Raising Hope (TV-serie)
- 2013 – Dog With a Blog (TV-serie)
- 2013 – Liv och Maddie (TV-serie)
- 2014 – Law & Order: Special Victims Unit (TV-serie)
- 2014–2020 – Henry Danger (TV-serie)
- 2018 – Young Sheldon (TV-serie)
- 2019 – All that (TV-serie)